# Cyclosorus buchananii
Cyclosorus buchananii är en kärrbräkenväxtart som först beskrevs av Schelpe, och fick sitt nu gällande namn av Mazumdar och Mukhop. Cyclosorus buchananii ingår i släktet Cyclosorus och familjen Thelypteridaceae. Inga underarter finns listade.